# Strongylocassis atripes
Strongylocassis atripes  (лат.) — вид жуков-щитоносок (Cassidini) из семейства листоедов.
Эндемики Северной Америки (Канада, США). Тело уплощённое. Голова сверху не видна, так как прикрыта переднеспинкой. Растительноядная группа, питаются растениями, в том числе, вьюнковыми (Convolvulaceae: Ipomoea pandurata, Convolvulus sepium).